# Terminale STL
Pour des articles plus généraux, voir STL et Classe de terminale française.
En France, la classe de terminale STL (Sciences et Technologies de Laboratoire) est la troisième et dernière année du lycée, lorsque l’élève a choisi le Baccalauréat STL.

La terminale littéraire dans les études secondaires en France

La classe de terminale technologique appartient à une des huit « séries » technologiques préparant au Baccalauréat technologique, avec la terminale STI2D, la terminale STD2A, la terminale ST2S, la terminale STMG, la terminale TMD, la terminale hôtellerie et la terminale STAV. Le baccalauréat donne accès aux études supérieures, notamment technologiques : BTS, DUT, et ensuite une licence professionnelle. La classe de terminale STL est accessible après la première STL.

## Matières enseignées

### Enseignements généraux communs
Le programme est composé d’un tronc commun comportant les matières suivantes :
| Enseignement                   | Horaire hebdomadaire de l’élève |
| ------------------------------ | ------------------------------- |
| Mathématiques                  | 3                               |
| Histoire-Géographie-EMC        | 2                               |
| Philosophie                    | 2                               |
| Langue vivante 1 et 2          | 3                               |
| Éducation physique et sportive | 2                               |

### Enseignements technologiques
| Enseignement | Horaire hebdomadaire de l’élève |
| --- | ------------------------------- |
| Enseignement technologique en langue vivante 1 | 1                               |
| Physique-Chimie et Mathématiques | 5                               |
| Un enseignement spécifique parmi les enseignements suivants : Biologie-Biochimie-Biotechnologies ou Sciences physiques et chimiques en laboratoire | 13                              |

### Accompagnement personnalisé
| Enseignement                                     | Horaire hebdomadaire de l’élève |
| ------------------------------------------------ | ------------------------------- |
| Soutien, approfondissement, aide à l’orientation | 2                               |

## Sources
1. ↑  http://cache.media.education.gouv.fr/file/2013/97/3/DEPP-RERS-2013-4.15-options-terminale-generale-technologique_266973.xls
2. ↑  http://cache.media.education.gouv.fr/file/2013/72/3/DEPP-RERS-2013-8.9-bac-serie_266723.xls
3. ↑  La voie technologique : huit séries - Ministère de l'Éducation nationale